# Trigonotis vestita
Trigonotis vestita är en strävbladig växtart som beskrevs av Van Royen. Trigonotis vestita ingår i släktet Trigonotis och familjen strävbladiga växter. Inga underarter finns listade i Catalogue of Life.